# Phacidium dearnessii
Phacidium dearnessii är en svampart som beskrevs av DiCosmo, Nag Raj & W.B. Kendr. 1983. Phacidium dearnessii ingår i släktet Phacidium och familjen Phacidiaceae.   Inga underarter finns listade i Catalogue of Life.